# 海利古比山
13°30′N 40°43′E / 13.50°N 40.72°E
海利古比山是埃塞俄比亞的火山，位於該國東北部阿法爾州，屬於埃爾塔阿勒山脈的一部分，是一座盾狀火山，距離首都亞的斯亞貝巴500公里，海拔高度493米。